# Sankt Florian
Sankt Florian (Svatý Florián) je městys v Rakousku, asi 15 km jihovýchodně od Lince. V obci je klášter, založený na místě pohřbu starokřesťanského mučedníka svatého Floriana († 304), později barokně přestavěný.

## Klášter

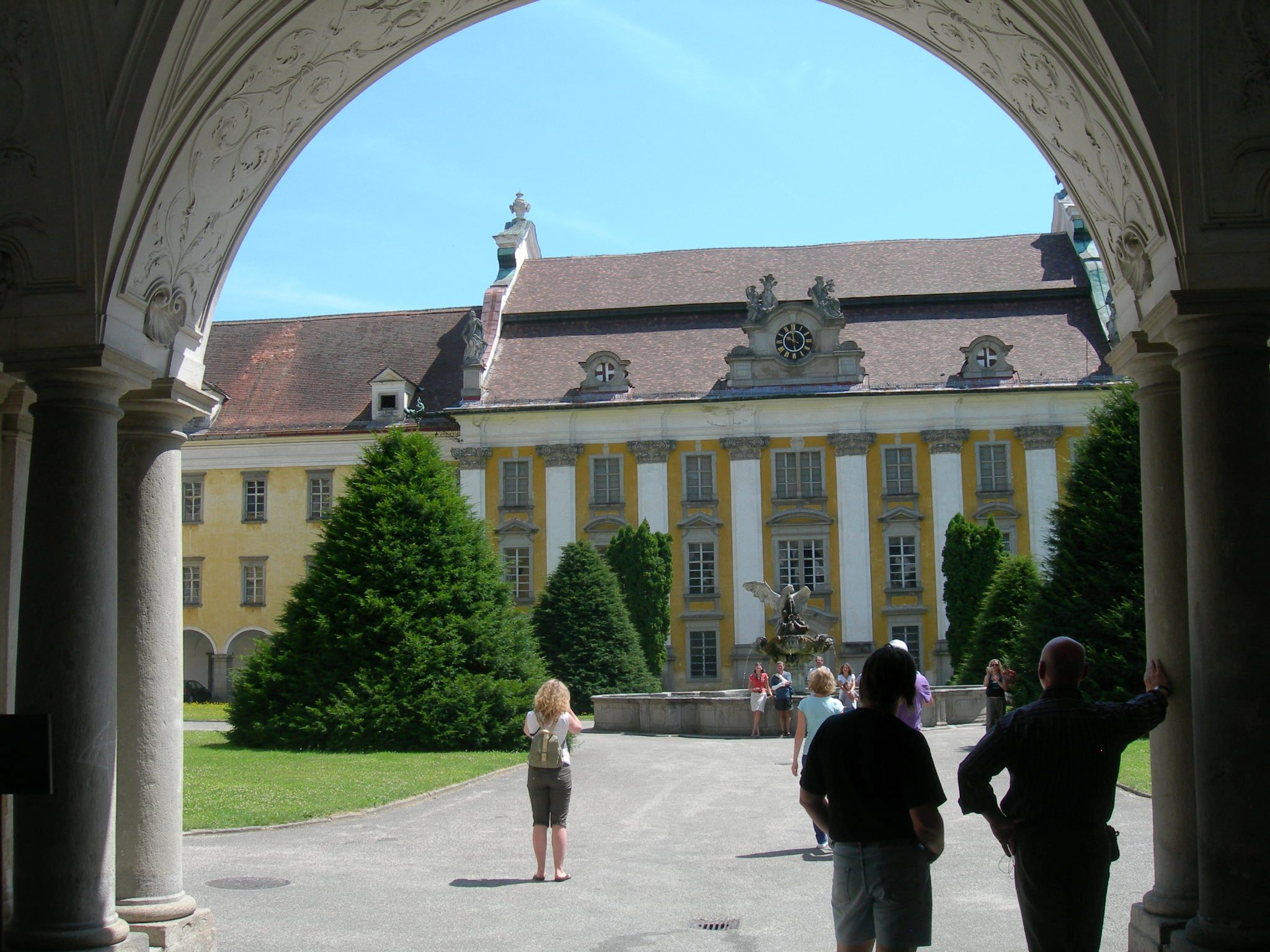
Sankt Florian, nádvoří

Podle pověsti vznikl klášter na místě, kde byl pohřben křesťanský mučedník svatý Florián. Florian byl plukovník římské legie v provincii Noricum, který se obrátil na křesťanství a byl utopen v nedaleké řece Enns; proto se později stal patronem proti požáru a povodni. Kostel se poprvé připomíná kolem roku 800, roku 1071 zde vznikl klášter augustiniánů a roku 1291 byl po požáru postaven nový kostel, z něhož se však zachovala pouze krypta. Dnešní veliký barokní kostel byl postaven v letech 1686–1708 podle plánů italského architekta Carlo Antonio Carlone, klášter pak přestavěl Jakob Prandtauer. Klášter má tři dvory, tzv. Mramorový sál, obrazovou galerii a knihovnu s více než 130 000 svazky, mezi nimi mnoho rukopisů a prvotisků. Malířskou výzdobu vytvořil Bartolomeo Altomonte. V klášteře je také internát slavného chlapeckého pěveckého sboru Florianer Sängerknaben.

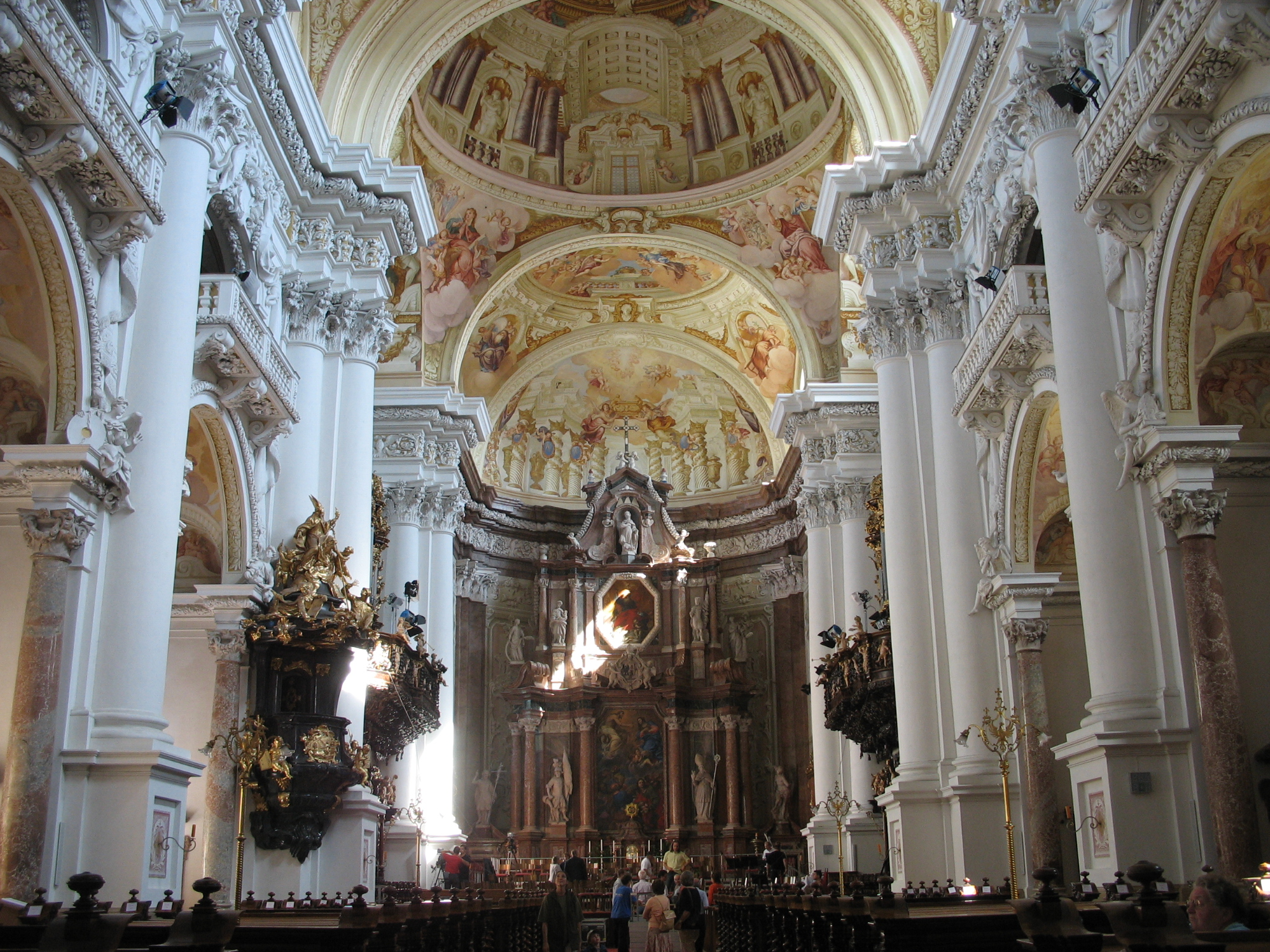
Vnitřek kostela

V kostele s kopulí nad křížením je mohutný hlavní oltář z červeného mramoru, vysoký 20 m, a bohatě vyřezávané barokní lavice. V kryptě je pohřbena poustevnice Wilbirgis, která žila přes 40 let blízko kláštera a zemřela roku 1289. Na kruchtě jsou slavné tzv. Brucknerovy varhany podle hudebního skladatele Antona Brucknera (1824–1896), který zde dlouho působil jako varhaník a pod kruchtou je také pohřben. Na věži je 8 velkých zvonů, čtyři nejstarší pocházejí z roku 1318, největší zvon z roku 1717 váží 8640 kg.

## Další pamětihodnosti

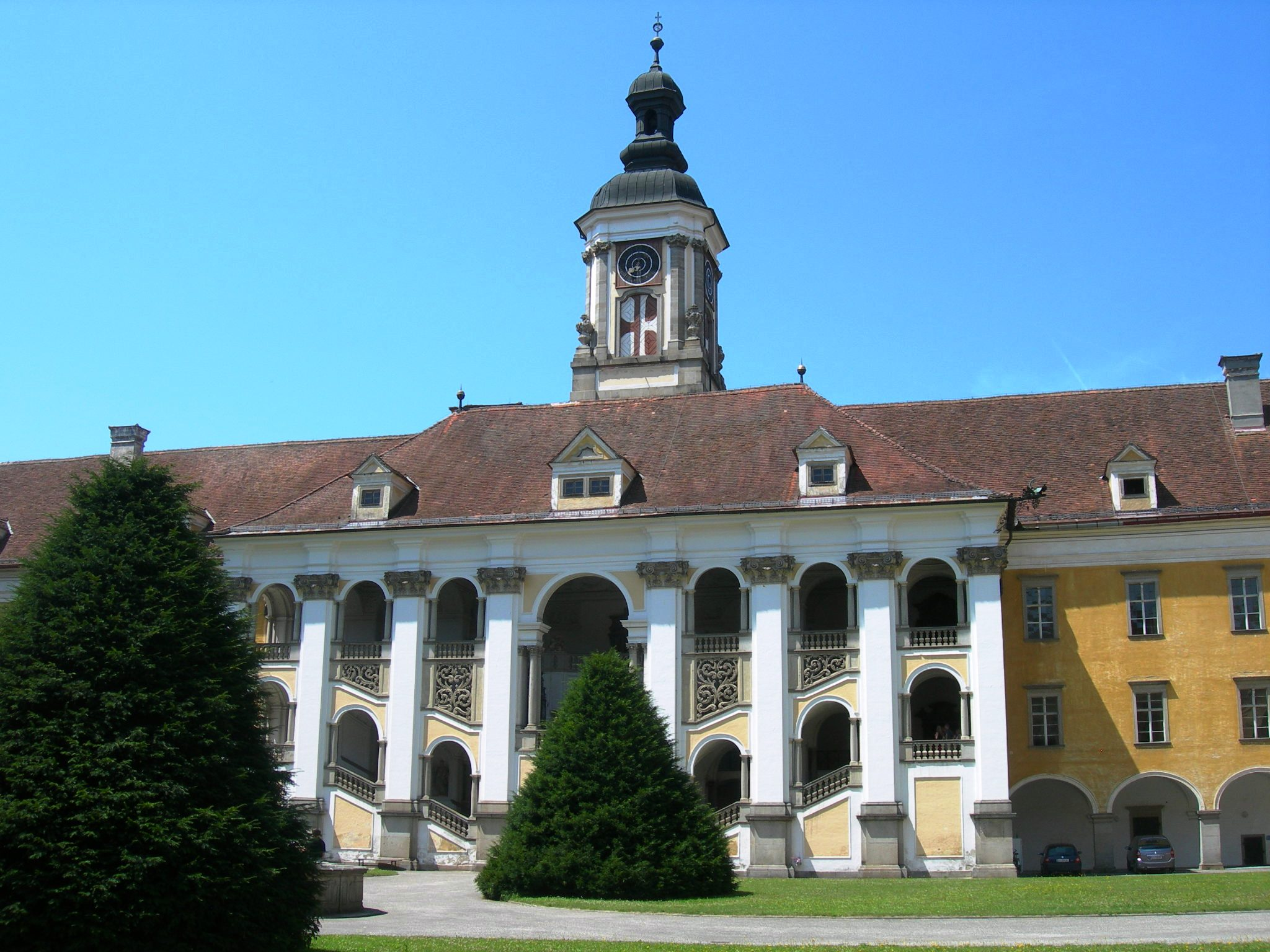
Slavnostní schodiště

V bývalých hospodářských budovách kláštera je hasičské muzeum. V obci je také zemské muzeum Summerauerhof s exponáty ze života místních rolníků v 18. a 19. století.
Od roku 1997 se zde každoročně pořádá hudební festival „Brucknerovy dny“.
V blízkosti je barokní zámek Hohenbrunn, kde je myslivecké muzeum.